# Essence of Deep Forest
Essence of Deep Forest è una compilation pubblicata nel 2004 solo per il Giappone dal gruppo Deep Forest.

## Tracce
1. Deep Forest 5:09
2. Bohemian Ballet 5:13
3. Night Bird 4:21
4. Yuki Song (Remix)   3:25
5. Sweet Lullaby 3:53
6. Cafe Europa 4:18
7. Freedom Cry 3:18
8. Far East 0:58
9. Deep Blue Sea 4:13
10. Savana Dance 4:26
11. Hunting 3:29
12. Endangered Species 6:18
13. Madazulu 3:24
14. Deep Weather 4:55
15. Marta's Song 4:14
16. While the Earth Sleeps feat. Peter Gabriel 6:23
17. Sweet Lullaby (2003 version) Feat. Ana Torroja 3:24
18. Will You be Ready (be prepared remix)   4:06